# Vidua camerunensis
Vidua camerunensis  (лат.) — вид птиц из семейства вдовушковых. Некоторые авторы считают его подвидом Vidua funerea.

## Распространение
Распространён от Сьерра-Леоне до восточного Камеруна, северо-восточной части Заира (ныне Демократическая Республика Конго) и Южного Судана.

## Описание
Длина тела 10—11 см, вес 11—14 г.

## Биология
Питаются мелкими семенами трав, которые склёвывают с земли. Являются гнездовыми паразитами, то есть подкладывают свои яйца в гнёзда других птиц. Подражают пению птиц других видов.
МСОП присвоил виду охранный статус LC.